# Виченца (провинция)
Виченца (на италиански: Provincia di Vicenza) е провинция в Италия, в региона Венето.
Площта ѝ е 2722 km², а населението – около 860 000 души (2007). Провинцията включва 114 общини, административен център е град Виченца.

## Административно деление
Провинцията се състои от 114 общини:
- Виченца
- Агуляро
- Азиаго
- Азиляно Венето
- Албетоне
- Алонте
- Алтавила Вичентина
- Алтисимо
- Аркуняно
- Арсиеро
- Арциняно
- Барбарано Мосано
- Басано дел Грапа
- Болцано Вичентино
- Бреганце
- Брендола
- Бресанвидо
- Броляно
- Валбрента
- Валданьо
- Валдастико
- Вали дел Пазубио
- Вал Лиона
- Вело д'Астико
- Вилага
- Вилаверла
- Галио
- Гамбелара
- Гамбуляно
- Гризиняно ди Дзоко
- Грумоло деле Абадесе
- Дзане
- Дзермегедо
- Дзовенчедо
- Дзуляно
- Дуевиле
- Енего
- Изола Вичентина
- Калвене
- Калдоньо
- Калтрано
- Камизано Вичентино
- Кампиля дей Беричи
- Каре
- Картиляно
- Касола
- Кастелгомберто
- Кастениеро
- Киампо
- Киупано
- Коголо дел Ченджо
- Колчереза
- Корнедо Вичентино
- Костабисара
- Креацо
- Креспадоро
- Куинто Вичентино
- Лаги
- Ластебасе
- Лонгаре
- Лониго
- Луго ди Виченца
- Лузиана Конко
- Мало
- Марано Вичентино
- Маростика
- Монте ди Мало
- Монтебело Вичентино
- Монтевиале
- Монтегалда
- Монтегалдела
- Монтекио Маджоре
- Монтекио Прекалчино
- Монтичело Конте Ото
- Монторсо Вичентино
- Мусоленте
- Нанто
- Нове
- Новента Вичентина
- Ногароле Вичентино
- Орджано
- Педемонте
- Пианеце
- Пиовене Рокете
- Пове дел Грапа
- Позина
- Поцолеоне
- Пояна Маджоре
- Рекоаро Терме
- Роана
- Роза
- Романо д'Ецелино
- Росано Венето
- Ротцо
- Салчедо
- Сан Вито ди Легуцано
- Сан Пиетро Мусолино
- Сандриго
- Санторсо
- Сарего
- Сарчедо
- Скиавон
- Скио
- Совицо
- Соланя
- Сосано
- Тедзе сул Брента
- Тиене
- Тонеца дел Чимоне
- Торебелвичино
- Тори ди Куартезоло
- Трисино
- Фара Вичентино
- Фодза